# Roland Berland
Roland Berland (Saint-Laurent-de-la-Salle, 26 febbraio 1945) è un ex ciclista su strada francese.
Professionista dal 1968 al 1980, è stato due volte campione nazionale in linea.

## Palmarès
- 1970 (Bic, una vittoria)

1ª tappa Giro dei Paesi Baschi (Eibar > Mungia)
- 1972 (Bic, una vittoria)

Campionati francesi, Prova in linea
- 1973 (Bic, una vittoria)

Parigi-Bourges
- 1977 (Gitane-Campagnolo, una vittoria)

1ª tappa, 1ª semitappa Tour du Tarn (Albi > Castres)
- 1978 (Renault, una vittoria)

2ª tappa Tour de Corse
- 1979 (Renault, una vittoria)

Campionati francesi, Prova in linea

### Altri successi
- 1968 (Bic)

Criterium di Hennebont
- 1970 (Bic)

Poly Béarnaise
- 1972 (Bic)

Criterium di Chambery
Grand Prix Cycliste des Filets Bleus
Criterium di Pluméliau
- 1973 (Bic)

Criterium di Châteaugiron
- 1978 (Renault)

Criterium di Les Ormes
GP des Herbiers
- 1979 (Renault)

Criterium di Quimper
Criterium di Saint-Gilles-Croix-de-Vie

## Piazzamenti

### Grandi Giri
- Giro d'Italia

1970: 70º
- Tour de France

1969: 53º
1970: 77º
1971: 37º
1972: 40º
1973: 28º
1974: 33º
1976: 72º
1977: 33º
- Vuelta a España

1976: 37º
1978: 44º

### Classiche monumento
- Milano-Sanremo

1970: 34º
- Parigi-Roubaix

1977: 33º
- Liegi-Bastogne-Liegi

1968: 24º
1974: 24º

### Competizioni mondiali
- Campionati del mondo su strada

Zolder 1969 - In linea: 35º
Leicester 1970 - In linea: 61º
Gap 1972 - In linea: 29º
Valkenburg aan de Geul 1979 - In linea: 38º